# Horrorírók listája
Lista olyan írókról, akiknek megjelent legalább egy horrorművük.
| Ábécé szerinti tartalomjegyzék                      |
| --------------------------------------------------- |
| A B C D E F G H I J K L M N O P Q R S T U V W X Y Z |

A
- Luis G. Abbadie (1968–)
- Robert Aickman (1914–1981)
- V.C. Andrews (1923–1986)
- Michael Arnzen
- Cynthia Asquith (1887–1960)

B
- Clive Barker (1952–)
- Laird Barron (1970–)

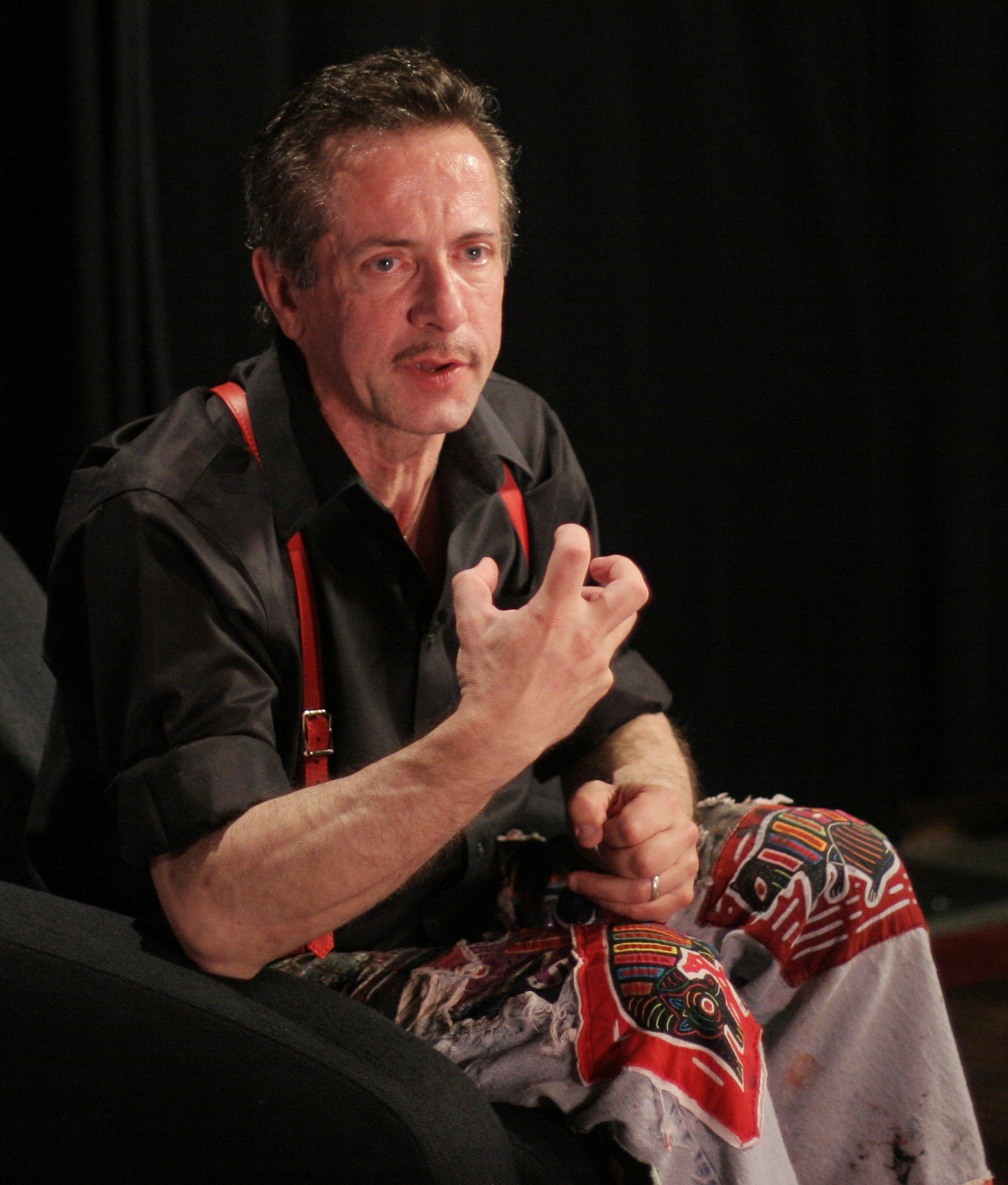
Clive Barker

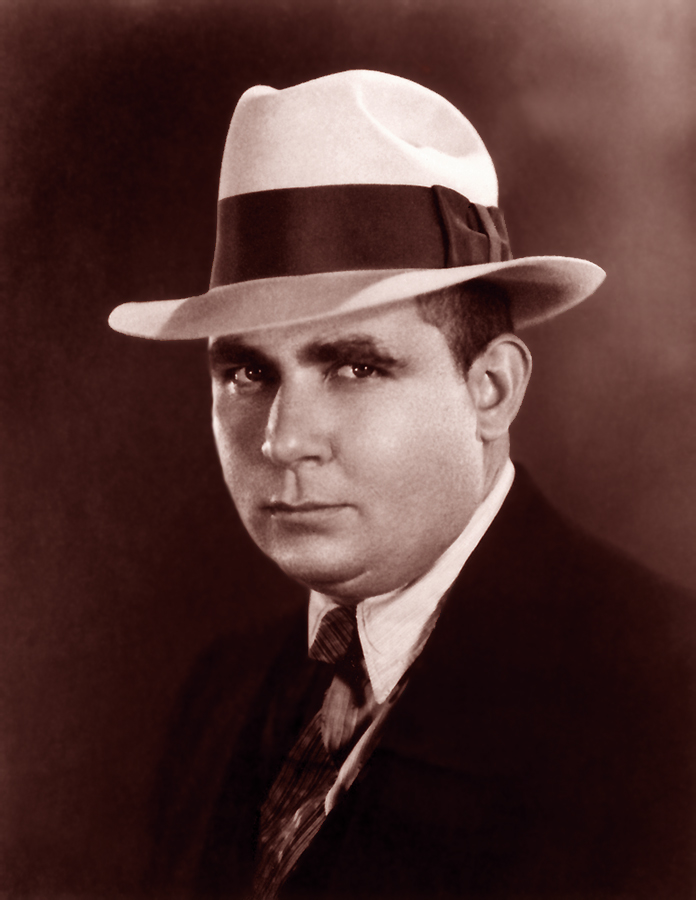
Robert E. Howard

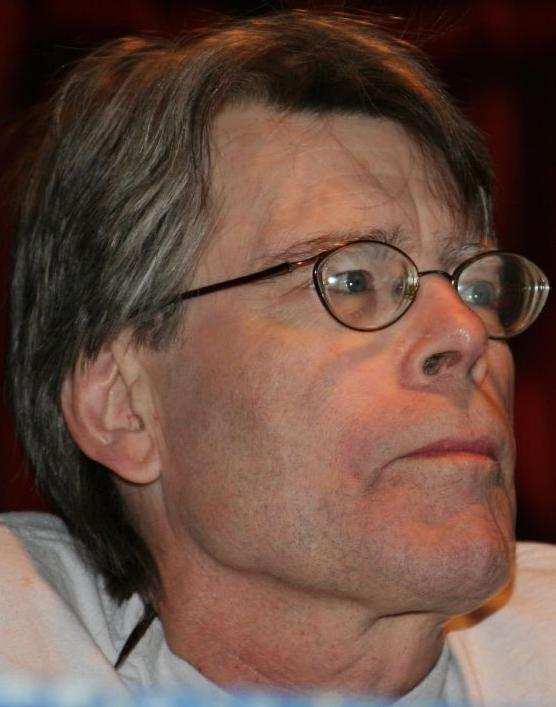
Stephen King

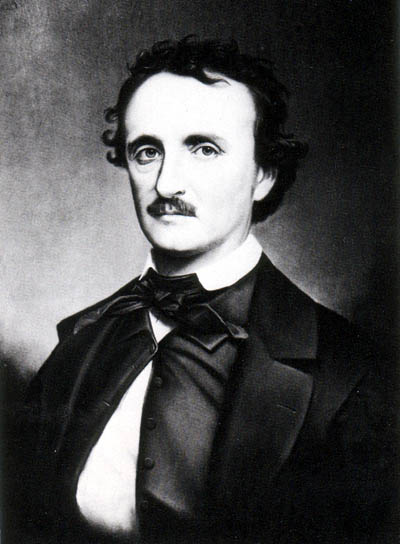
Edgar Allan Poe

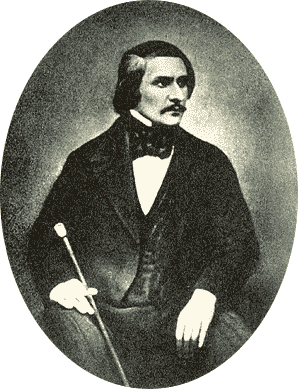
Nyikolaj Gogol

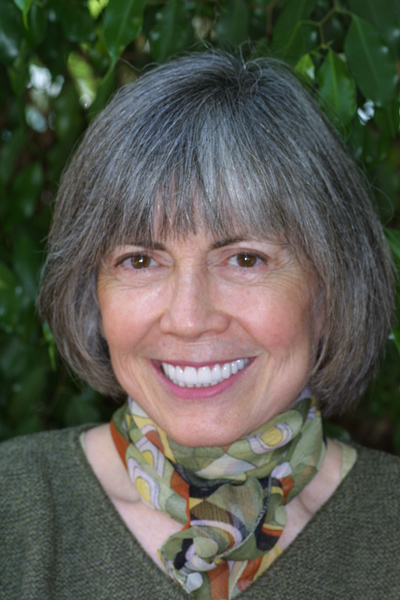
Anne Rice

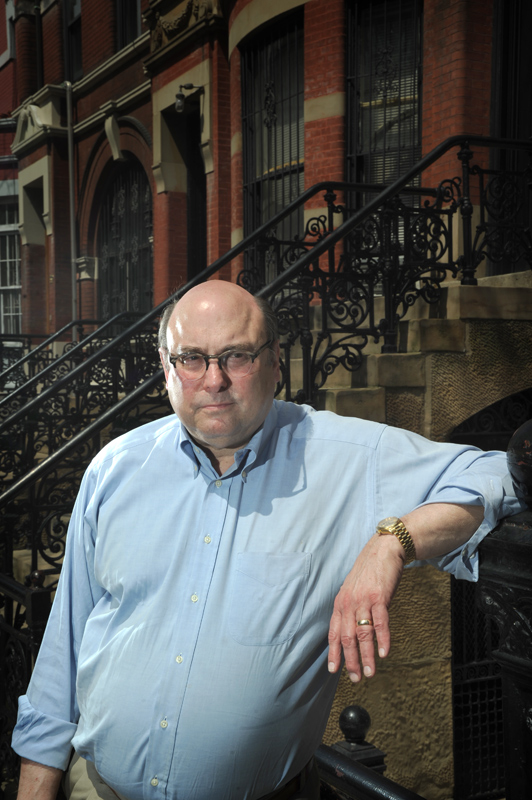
Peter Straub

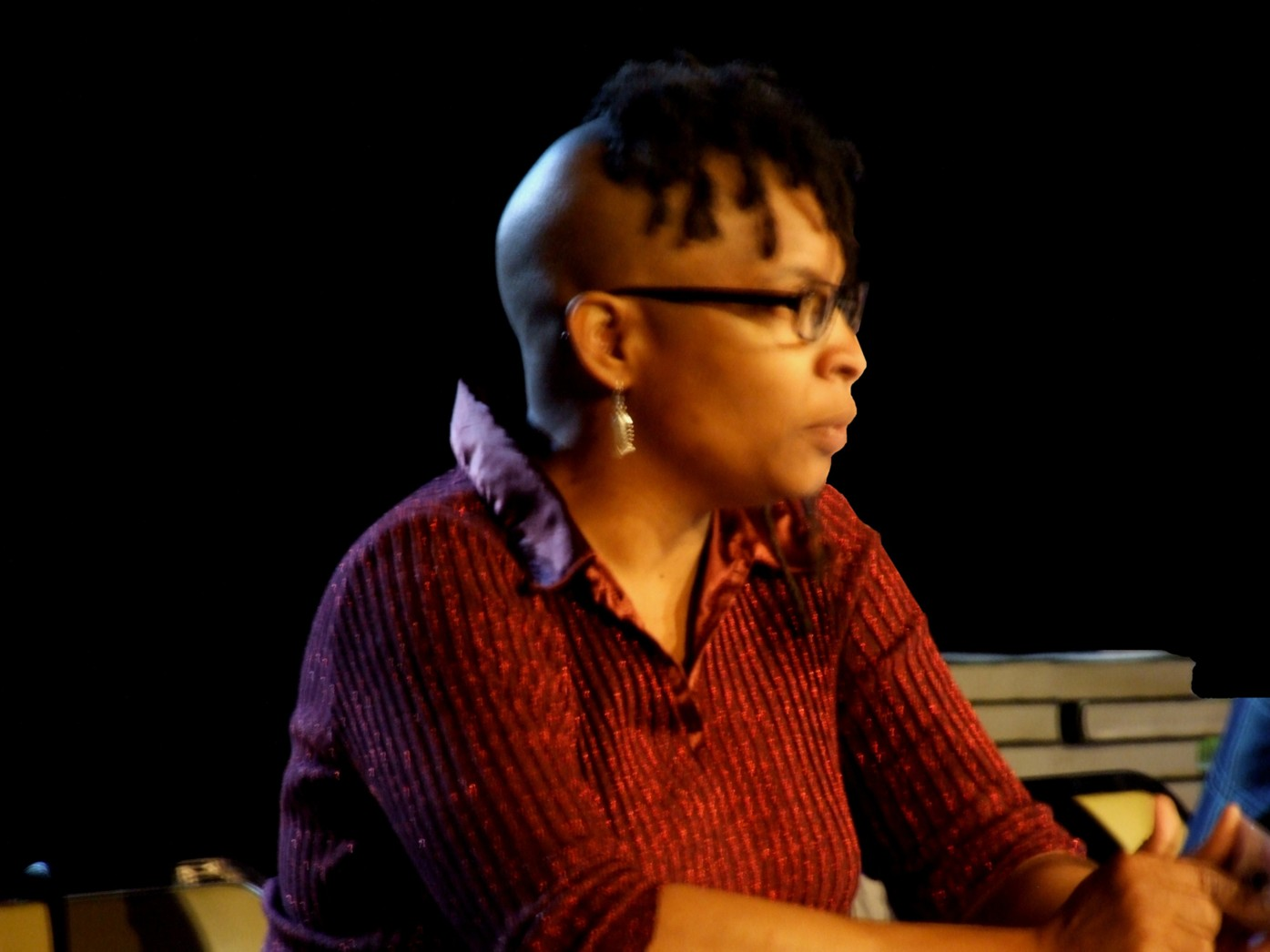
Nalo Hopkinson

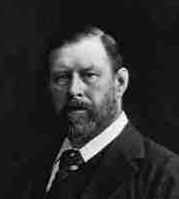
Bram Stoker

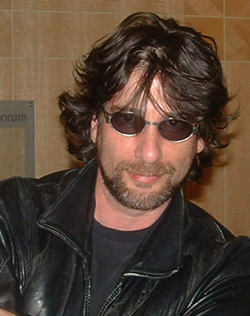
Neil Gaiman

Mary Shelley

Ambrose Bierce

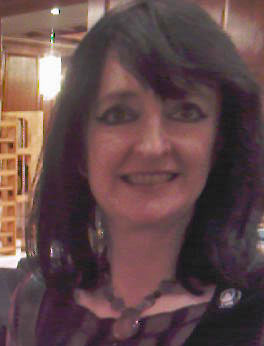
Freda Warrington

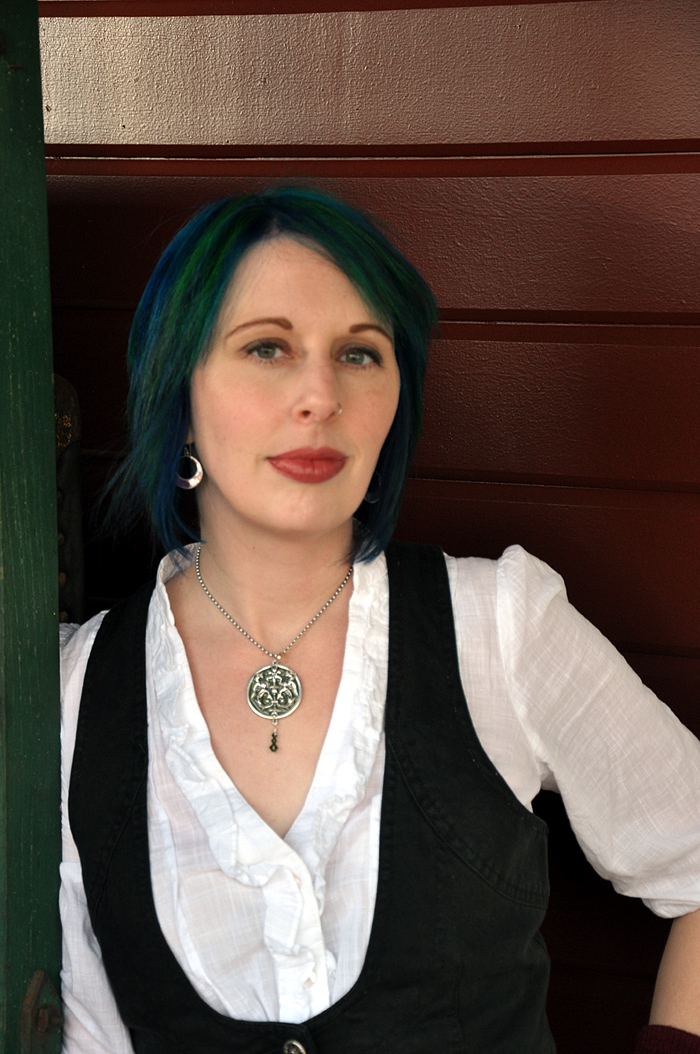
Cherie Priest

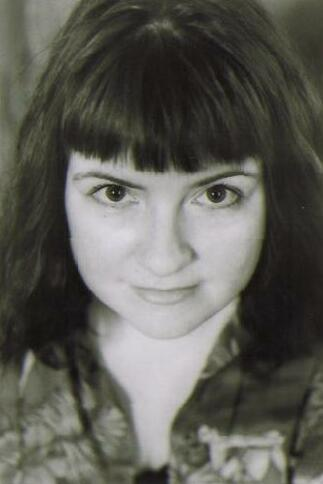
Poppy Z. Brite

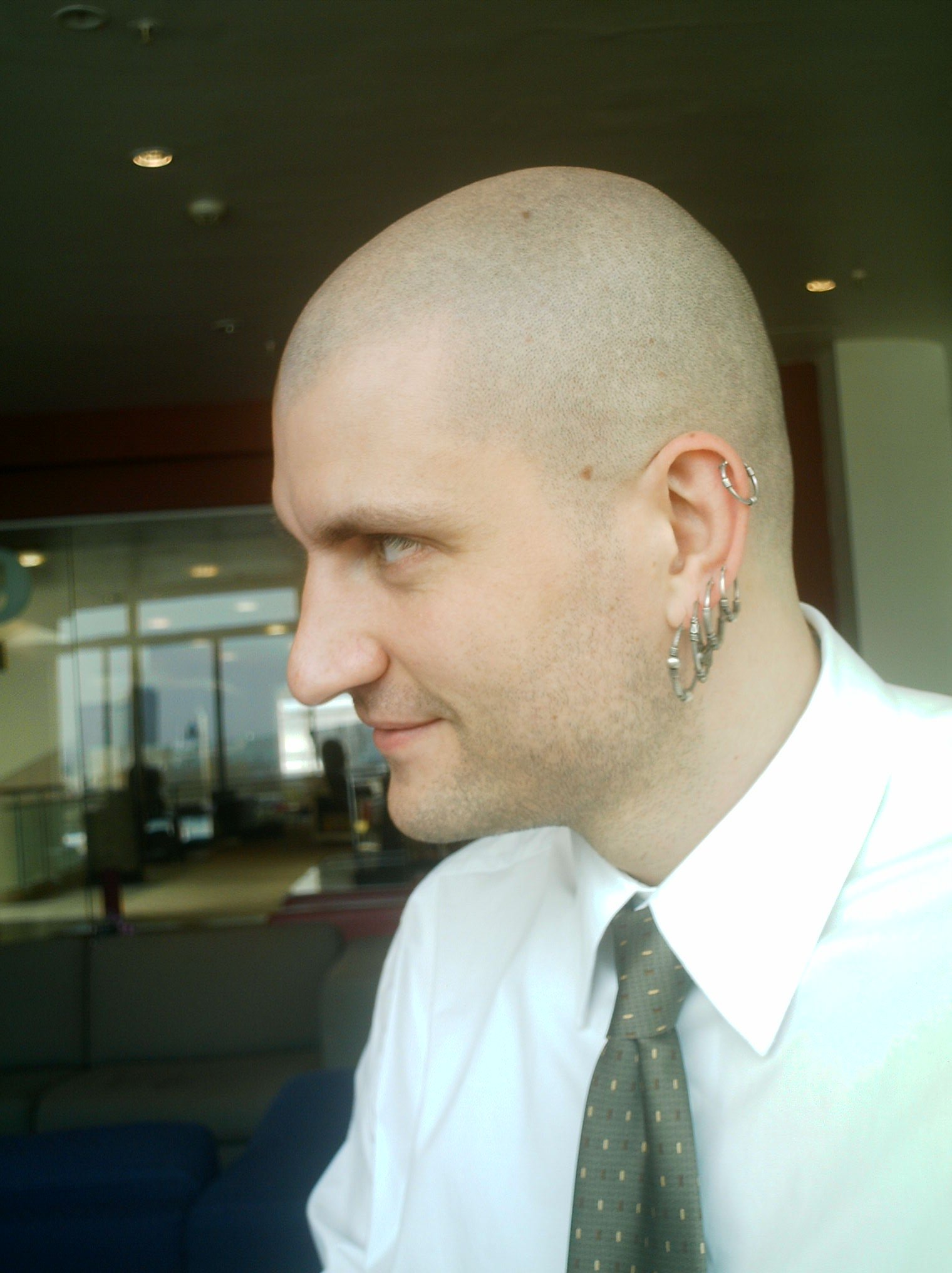
China Miéville

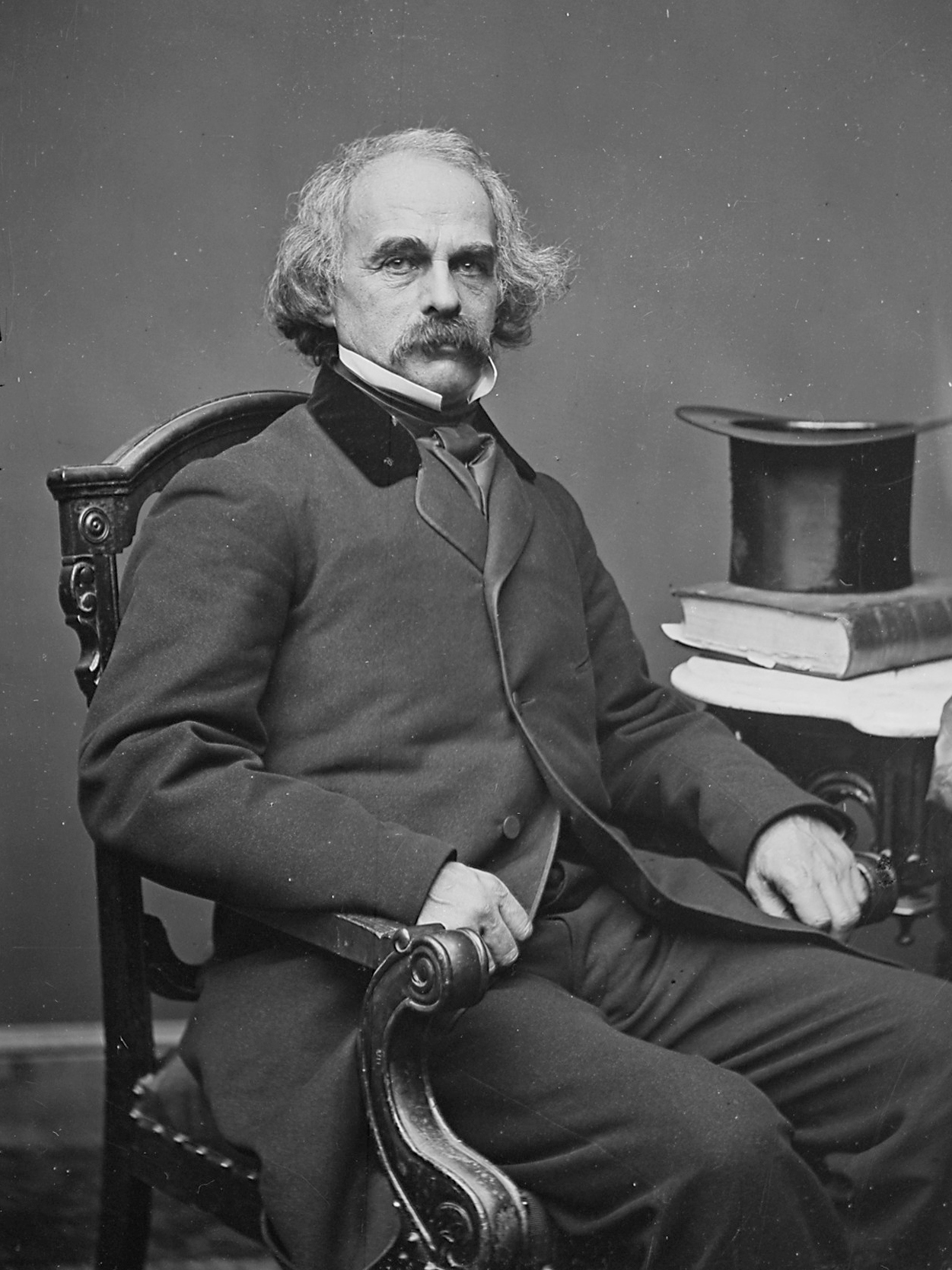
Nathaniel Hawthorne

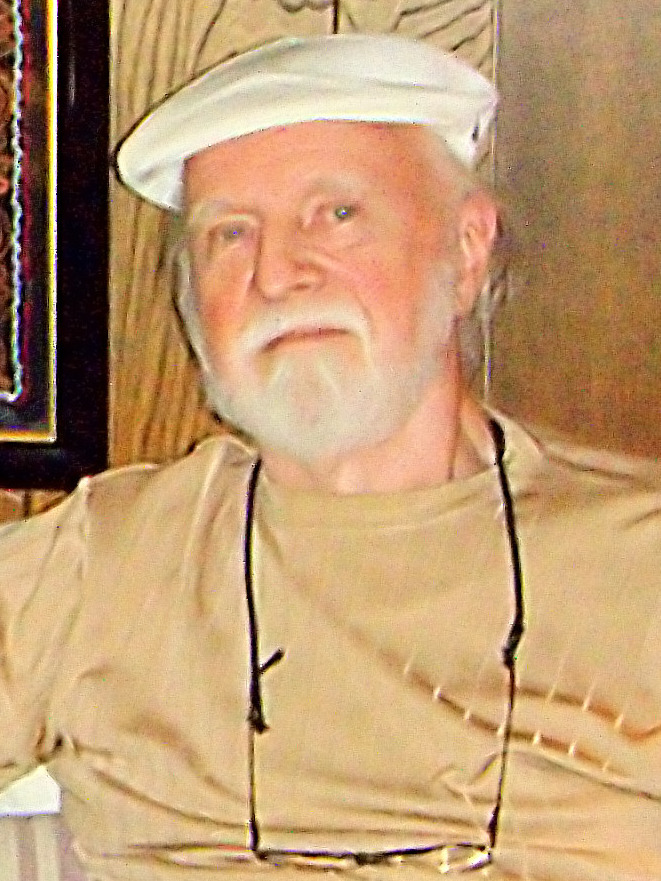
Richard Matheson

- William Thomas Beckford (1760–1844)
- Edo van Belkom (*1962–)
- John Bellairs (1938–1991)
- E. F. Benson (1867–1940)
- Charles Birkin (1907–1986)
- John Blackburn (1923–1993)
- Leigh Blackmore (1959–)
- Algernon Blackwood (1869–1951)
- William Peter Blatty (1928–2017)
- Robert Bloch (1917–1994)
- Ambrose Bierce (1842–1914?)
- Walter Brandorff (1943–1996)
- Gary Brandner (1933–)
- Gary A. Braunbeck (1960–)
- Joseph Payne Brennan
- Poppy Z. Brite (1967–)
- Kealan Patrick Burke

C
- P. D. Cacek (1951–)
- Ramsey Campbell (1946–)
- Peter Cannon (1951–)
- Mort Castle (1946–)
- Hugh B. Cave (1910–2004)
- Robert W. Chambers (1865–1933)
- Lincoln Child (1957–)
- M. Christian
- Richard Chizmar (1965–)
- Michael Cisco (1970–)
- Joseph A. Citro
- Alan M. Clark (1957–)
- Douglas Clegg (1958–)
- Nancy A. Collins (1959–)
- David Conyers (1971–)
- Caroline B. Cooney (1947–)
- Ciaran Corby (1977–)
- Lincoln Crisler (1982–)
- Linda Crockett (1943–)
- Chris Curry (1957–)

D
- Les Daniels (1943–)
- L. P. Davies (1914–1988)
- Chet Day (1948–)
- Stephen Dedman
- Ted Dekker
- Marcelo Del Debbio (1974–)
- August Derleth (1909–1971)

E
- C. M. Eddy (1896–1967)
- Tom Elliott (1953–)
- Elizabeth Engstrom
- Hanns Heinz Ewers (1871–1943)

F
- Daniel Fabiani (1987–)
- Henry Farrell (1920–2006)
- John Farris
- Julian Osgood Field (1849–1925)
- Robert Fleming
- Christopher Fowler (1953–)
- Andrew Fox
- Gary Frank
- Brian Freeman (1979–)
- Fran Friel
- Gayleen Froese (1972–)
- Polly Frost

G
- Neil Gaiman (1960–)
- Stephen Gallagher (1954–)
- Mick Garris (1951–)
- Ray Garton
- Elizabeth Gaskell (1810–1865)
- Stephen R. George (1959–)
- Greg F. Gifune (1963–)
- Nyikolaj Gogol (1809–1852)
- Owl Goingback
- Christie Golden
- Christopher Golden (1967–)
- Edward Gorman (1941–)
- Stefan Grabiński (1887–1936)
- Charles Gramlich (1958–)
- Charles L. Grant (1942–2006)
- Rain Graves
- Justin Gustainis (1951–)

H
- Laurell K. Hamilton (1963–)
- Aleister Hanek (1986–)
- Daniel Harms
- Thomas Harris (1940–)
- Kim Harrison
- David G. Hartwell (1941–)
- Nathaniel Hawthorne (1804–1864)
- Lafacadio Hearn (1850–1904)
- Victor Heck (1967–)
- James Herbert (1943–2013)
- Joe Hill (1972–)
- William Hope Hodgson (1877–1918)
- Diane Hoh
- Wolfgang Hohlbein (1953–)
- Nancy Holder
- Nalo Hopkinson (1960–)
- Anthony Horowitz (1956–)
- Gerard Daniel Houarner
- Robert E. Howard (1906–1936)
- Del Howison
- Charlie Huston
- Shaun Hutson (1958–)

J
- Charlee Jacob (1952–)
- W. W. Jacobs (1863–1943)
- Carl Jacobi (1908–1997)
- L. Dean James (1947–)
- M. R. James (1862–1936)
- K. W. Jeter (1950–)
- Scott A. Johnson (1971–)
- Stephen Jones

K
- Jeanne Kalogridis (1954–)
- Brian Keene (1967–)
- Ronald Kelly (1959–)
- Rick Kennett (1956–)
- Jack Ketchum (1946–)
- Stephen King (1947–)
- Russell Kirk (1918–1994)
- T. E. D. Klein (1947–)
- Kathe Koja (1960–)
- Dean R. Koontz (1945–)
- M. F. Korn
- Henry Kuttner (1915–1958)

L
- Joe R. Lansdale (1951–)
- Richard Laymon (1947–2001)
- Deborah LeBlanc
- Tim Lebbon (1969–)
- Edward Lee (1957–)
- Tanith Lee
- Joseph Sheridan Le Fanu (1814–1873)
- Ira Levin (1929–2007)
- Edward Levy
- Matthew Gregory Lewis (1775–1818)
- Thomas Ligotti (1953–)
- John Ajvide Lindqvist (1968–)
- Bentley Little (1960–)
- John R. Little (1955–)
- Frank Belknap Long (1901–1994)
- H. P. Lovecraft (1890–1937)
- Brian Lumley (1937–)

M
- Brandon Maberry, (1958–)
- Arthur Machen, (1863–1947)
- Nick Mamatas, (1972–)
- George Martin (1948–)
- Brandon Massey, (1973–)
- Elizabeth Massie, (1953–)
- Graham Masterton, (1946–)
- Richard Matheson, (1926–2013)
- Richard Christian Matheson, (1953–)
- Charles Maturin, (1782–1824)
- Robert McCammon
- Michael McDowell, (1950–1999)
- Gustav Meyrink, (1868–1932)
- China Miéville, (1972–)
- Rex Miller, (1939–2004)
- C. A. Milson, (1969–)
- Susie Moloney, (1962–)
- Brent Monahan, (1948–)
- James A. Moore, (1965–)
- David Morrell (1943–)
- W. C. Morrow, (1854–1923)
- Gary L. Morton, (1954–)

N
- Joseph Nassise
- Kim Newman, (1959–)
- Scott Nicholson
- Gene O'Neill (1938–)
- Michael Oliveri
- Oliver Onions, (1873–1961)

P
- Chuck Palahniuk (1962–)
- Norman Partridge
- Roy Patten (1966–)
- James Patterson (1947–)
- John Pelan, (1957–)
- Frank E. Peretti (1951–)
- Thomas Piccirilli
- Jim G. Payne
- Edgar Allan Poe, (1809–1849)
- Thomas Peckett Prest, (1810–1859)
- Douglas Preston, (1956–)
- Cherie Priest, (1975–)

Q
- Horacio Quiroga, (1878–1937)

R
- Ann Radcliffe, (1764–1823)
- Stephen Mark Rainey, (1959–)
- Celia Rees (1949–)
- Thomas Rengstorff, (1970–)
- Anne Rice, (1941–)
- Stephen W. Roberts, (1988–)
- Tod Robbins, (1888–1949)
- Ormond Robbins, (1910–1984)
- Wayne Robbins, (1914–1958)
- Regina Maria Roche, (1764–1845)
- Alan Rodgers, (1959–)
- Don Roff, (1966–)
- Ray Russell, (1924–1999)
- John Russo
- James Malcolm Rymer, (1814–1888)

S
- Mark Samuels
- Mary Sangiovanni
- Al Sarrantonio, (1952–)
- John Saul, (1942–)
- William Schoell, (1958–)
- David J. Schow, (1955–)
- Darrell Schweitzer, (1952–)
- M. R. Sellars, (1962–)
- Darren Shan, (1972–)
- Eric Shapiro, (1978–)
- Mary Shelley, (1797–1851)
- John Shirley, (1953–)
- Sigma, (1849–1925)
- Dan Simmons, (1948–)
- John Skipp
- Michael Slade, (1947–)
- Clark Ashton Smith, (1893–1961)
- Guy N. Smith, (1939–)
- S.P. Somtow, (1952–)
- Craig Spector
- William Browning Spencer, (1946–)
- Robin Spriggs
- Bryce J. Stevens (1957–)
- Robert Lawrence Stine, (1943–)
- Bram Stoker, (1847–1912)
- J. Michael Straczynski (1954–)
- Peter Straub, (1943–)
- Paul M. Strickler
- Whitley Strieber, (1945–)
- Koji Suzuki

T
- Karen E. Taylor
- Lucy Taylor
- Melanie Tem
- Steve Rasnic Tem
- Thomas Tessier, (1947–)
- Jeffrey Thomas
- Christine Campbell Thomson, (1897–1985)
- Tamara Thorne, (1957–)
- Tom Tryon, (1926–1991)

V
- Peter Van Greenaway, (1929–1988)
- James Viscosi

W
- Tim Waggoner
- Karl Edward Wagner, (1945–1994)
- H. Russell Wakefield, (1888–1964)
- Freda Warrington
- Robert Weinberg, (1947–)
- Dennis Wheatley, (1897–1977)
- Dan Wells, (1977–)
- Timothy Willard, (1969–)
- Chet Williamson, (1948–)
- David Niall Wilson, (1959–)
- F. Paul Wilson, (1946–)
- Douglas E. Winter, (1950–)
- Douglas E. Wright, (1955–)

Y
- Chelsea Quinn Yarbro (1942–)